# تیسافولدوار
تیسافُلدوار (به مجاری: Tiszaföldvár) در یاس-نادی‌کون-سولنوک در کشور مجارستان واقع شده‌است. جمعیت این شهر ۱۱٫۷۸۸ نفر است.

## نگارخانه

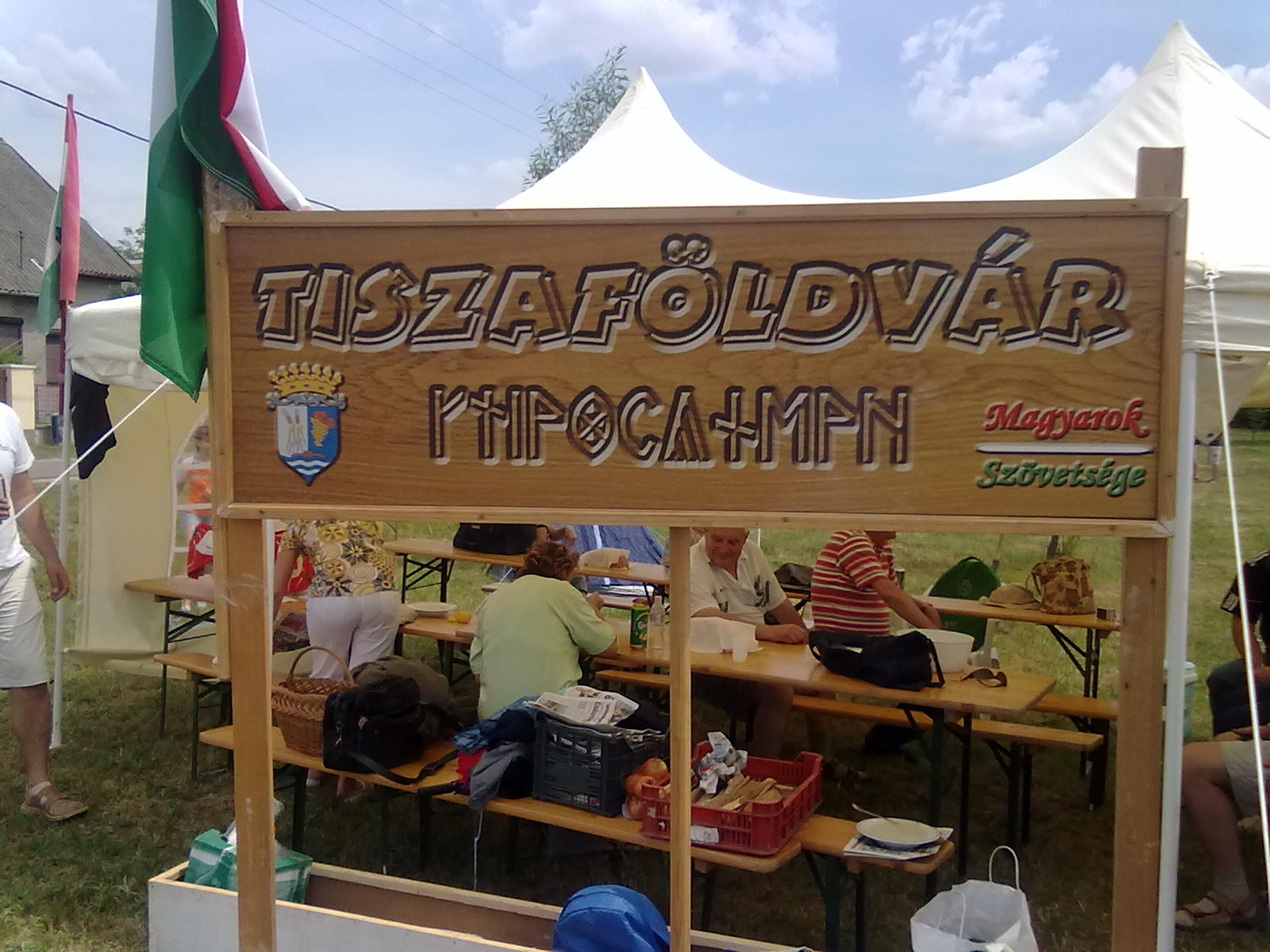